# 成瀨正成
成瀨正成（日语：／ Naruse Masanari，1567年—1625年2月23日），日本戰國時代到江戶時代前期武將、大名，犬山藩初代藩主（尾張藩附屬家老）。成瀨正一的長男，母親是熊谷直連之妹。一般通稱為小吉，敘任從五位下官位後也稱他隼人正。從慶長5年（1600年）到元和2年（1616年）在德川幕府擔任老中的官職。

## 生平

### 小牧長久手之戰
年少時擔任德川家康的小姓（侍童），初次上陣在天正12年（1584年）的小牧長久手之戰、隸屬於小姓組。年僅17歲的正成，勇敢地殺入敵陣，取下敵人的首級。在家康正檢視取回的首級時，先遣部隊遭受敵軍猛烈的攻擊；正成看到部隊退縮的情形，不顧旁人的勸阻，再度殺入敵陣取回敵人首級。此戰後，正成因其功績獲家康賞賜500石俸祿及脇差（短腰刀）。天正13年（1585年）、德川氏將因根來寺為秀吉所滅、四散而來的50名僧兵交由正成統率，年僅17歲就成為一軍之將。這支洋槍隊就是後來稱為根來組的百人部隊（百人組）的原型，而正成也以17歲創下家康部下最年輕就擔任一軍之將的紀錄。

### 小田原征伐
天正18年（1590年）的小田原之戰也立下戰功。在家康轉封到關東後，受封下總國葛飾郡栗原藩4000石的領地，並獲得江戶城四谷宅邸的賞賜，正成將屬下根下組配置在內藤新宿以防衛甲州街道。出兵朝鮮前、諸將集結在大坂時，曾得豐臣秀吉青眼有加，想要用5萬石的高俸勸他轉投豐臣氏。但正成以不仕二君為由堅決推辭，甚至說出「無論如何都要這樣的話我就切腹」，有這麼一段軼事。

### 關原之戰
慶長5年（1600年）的關原之戰，一方面擔任家康的使番（傳令、巡視），另一方面又率領根來組百人隊為先鋒，立下了戰功，也因此被拔擢為堺的奉行。之後，和家康親信本多正純、安藤直次等人擔任老中的職務，共同執掌幕府初期的政務。此外，加封甲斐國內2萬石、三河國加茂郡內1萬石，成為下總國栗原藩3萬4000石俸祿的大名。

### 大坂之戰
慶長12年（1607年）、敘任從五位下隼人正。慶長15年（1610年）、擔任德川御三家之一的尾張藩主德川義直的輔佐一職，在創藩初期指揮名古屋藩政，立下了功績。慶長19年（1614年）大坂冬之陣後，德川氏和豐臣氏暫時達成了和談，但和談條件是必須拆毀大坂城的二丸、三丸，並填平所有濠溝，正成和本多正純、安藤直次共同指揮填平大坂城內壕溝的工程。

### 晚年
尾張藩的附家老平岩親吉過世後，平岩氏因無嗣子而斷絕家業。家康特別拜託正成出任九男德川義直的附家老，並封給犬山城。這時，同為家康親信的安藤直次也出任家康十男、紀州藩主德川賴宣的附家老。
寬永2年（1625年）逝世，享年59歲。臨終前說出「想去大御所（家康）長眠的日光」，據說家臣們將他的身體放入籠中，揹往日光而去。此後，成瀨氏子孫代代都出仕尾張藩附家老。據說墓所位在千葉縣船橋市寶成寺，但詳細地點不明。